# 红学

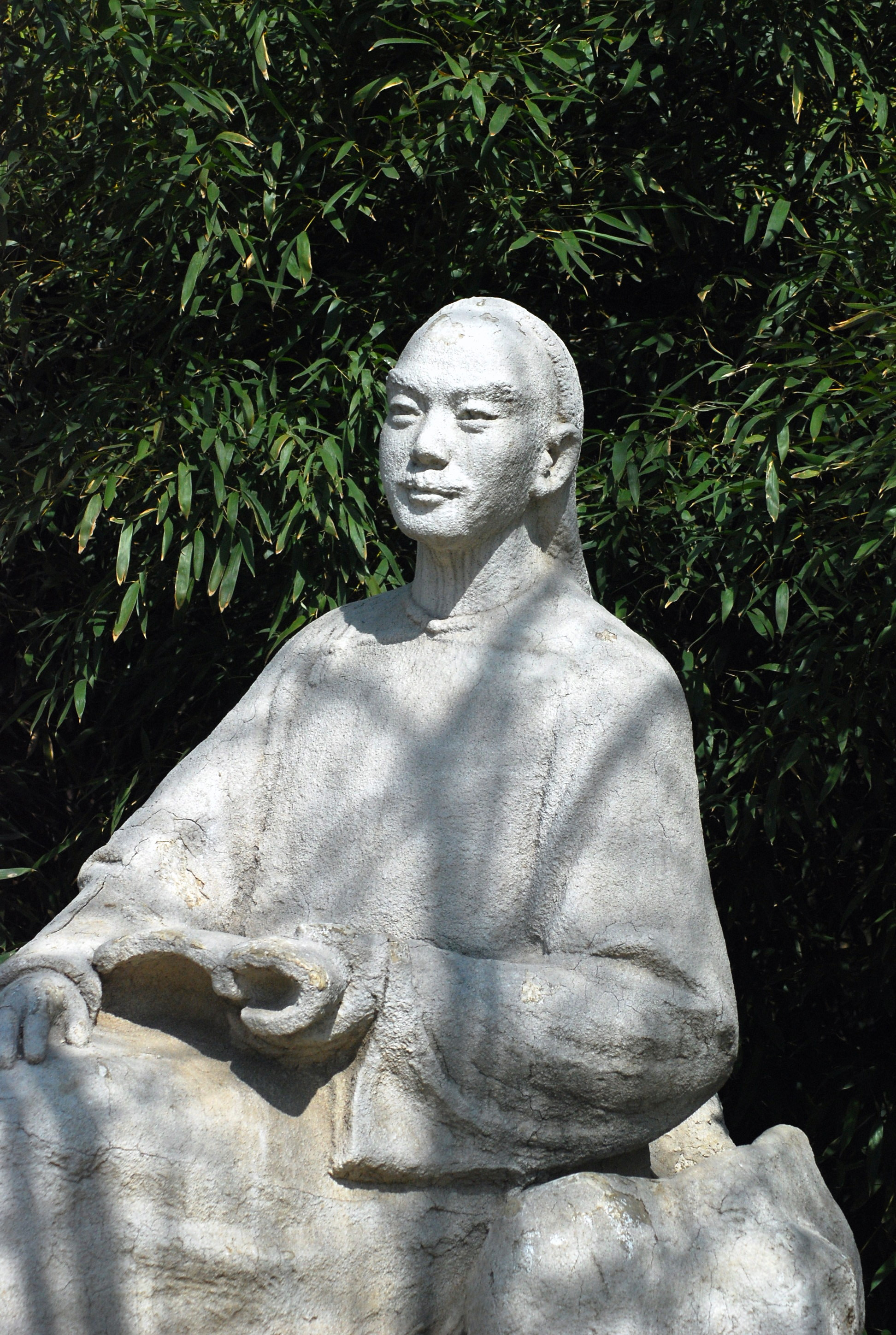
北京植物园曹雪芹的塑像（不代表真实相貌）

红学是一門以中国古典文学四大名著之一的《红楼梦》爲對象的学问。
「紅學」一詞在嘉慶、道光年間出現，在當時是個開玩笑的說法，画家李放 (清朝)（其父李葆恂）在《八旗画录》（1919）“曹霑”篇中称“光绪初，京朝士大夫尤喜读之（《红楼梦》），自相矜为红学云”。而研究《紅樓夢》成為嚴肅專門的學問，始自胡適在1921年所寫考證《紅樓夢》的文章。胡適的研究初步證實了《紅樓夢》的作者為曹雪芹，提出了「自傳說」。從此，《紅樓夢》的研究工作與清代考據學，與民初的整理國故匯合起來。至今紅學研究已汗牛充棟，裡面基本跨足了歷史文化方方面面的推敲，作出各種觀點各異的解釋。

## 創作動機
由于传世版本多，欣赏角度与动机的不同，学者们对于红楼梦的作者与内容，有许多不同的看法，其中大致可分为索隐派、考證派、階級鬥爭論與文學批評派共4派。

### 影射歷史人物（索隱派）
晚清時，不少人視《紅樓夢》為清初政治小說，旨在宣揚民族主義，弔明之亡，批評滿清。1915年蔡元培撰寫《石頭記索隱》，總結其說，推論小說中人所影射的歷史人物。故此視《紅樓夢》為政治小說的觀點，被稱為「索隱派」。
1970年代，「索隱派」一度在台灣零星「復活」，代表學者是潘重規和杜世傑。他們不再堅持小說影射歷史人物，而強調全書宗旨在反清復明或仇清悼明。即使如此，索隱派持論說服力終嫌微弱。

### 自傳（考證派）
1921年，胡適〈紅樓夢考證〉一文是「自傳說」的開山之作。胡適認為《紅樓夢》是曹雪芹的自傳，寫他親見親聞的曹家繁華舊夢。在「自傳說」的號召下，許多有關曹雪芹的史料陸續被發現，從考證曹雪芹的身世，來說明《紅樓夢》的主題和情節。
受「自傳說」影響，不少學者集中研究作者曹雪芹的生活。就考證曹雪芹的家世而言，周汝昌的《紅樓夢新證》是集大成之作，他把歷史上的曹家，與小說的賈家完全等同起來。這種「考證派」紅學已變為「曹學」。
俞平伯在20世紀50年代初已反省「自傳說」，指出其弊病為：「第一，失卻小說所為小說意義。第二，這樣處處黏合真人真事，小說恐怕不好寫，更不能寫得這樣好。第三，作者明說真事隱去，若處處都是真的，即無所謂『真事隱』」。

### 階級鬥爭（鬥爭論）
「鬥爭論」始自1954年，李希凡等大陸學者對「自傳說」俞平伯的抨擊，三十多年間，在大陸學界一度取得紅學的正統地位。「鬥爭論」認為《紅樓夢》不是自傳，而是「很深刻地反映了封建社會的階級鬥爭」。
「鬥爭論」把小說當作歷史文件來看待，嚴格來說，屬於社會史的範疇而不是文學研究。它是馬克思理論在《紅樓夢》研究上的引申。

## 学派
红学研究有四派：
- 文学评论派：最早是王国维引入叔本华的哲学思想，以西方的视角审视《红楼梦》所开创的「文学评论派」。「文學批評派」從文學觀點研究《紅樓夢》，注重小說作者在藝術創作上的意圖，並通過全書的結構加以發掘。因「考證派」紅學興起，文學評論派一度成為絕響。20世紀70年代初，余英時提倡「紅學革命」，著重研究曹雪芹的藝術構想，不再自限於自傳說。在海外，不少學者從文學批評或比較文學的觀點來研究《紅樓夢》。[7]

- 索隐派：以蔡元培为代表，将《红楼梦》与明亡清兴历史事件挂上钩，是为「索隐派」。索隐派虽然遭到考证派和文学评论派的批评，但并未消失，不断有新的索隐派著作出现。

- 考证派：以胡适、俞平伯为代表的“考证派”是主张家史自传说的；其中周汝昌先生是考证派的集大成者，在此学派基础上有发展，开创“文化思想派”，将红学研究上升到中华文化的高度，既宏扬精华，同时也审视缺陷，他认为《红楼梦》是进入中华文化的“一把总钥匙”。

- 探佚：探佚即根据前八十回中“草蛇灰线”的伏笔和脂批等研究曹雪芹原著八十回以后佚稿情节，进而根据这种研究重新定位曹雪芹原著和后四十回程高续书“两种《红楼梦》”的思想、艺术、文化内涵等。探佚本来从考证派衍生，但由于这种研究既有趣味性艺术性，又有理论性文化性，吸引了众多的研究者和红迷参与，所以自从20世纪80年代以来一直影响很大，被称为探佚派。探佚派的第一部著作是梁归智的《石头记探佚》，1983年出版，已经出了四版，最新版是北京师范大学出版社2010年出版的《红楼梦探佚》。

其他流派：
- 窦嘉栋认为此书是清朝八旗文化的概述。
- 近年大陆历史学者土默热提出《红楼梦》的作者不是曹雪芹而是清初传奇《长生殿》作者洪昇，大观园的原型是在洪昇的故乡杭州西溪，“金陵十二钗”的原型是“蕉园姐妹”[8]。
- 20世纪90年代兴起的霍国玲、霍力君、霍纪平合著的《红楼解梦》等一系列著作，自称“解梦派”。该派认为曹雪芹是为自己所爱慕的一位女子做传，此女子曾进宫做了雍正的皇后，曹雪芹为实现自己的政治理想，两人合作毒杀了雍正帝，但政权被乾隆篡夺了⋯⋯这一派是大多数人不赞成的。

## 紅學之爭
紅學研究者眾多，爭論在所難免，據刘梦溪記錄紅學的爭論前後共有十七次的論戰，公案約有九次、四條不解之謎和三個死結：

### 十七次論戰
- 第一次論戰：胡適與蔡元培論戰
- 第二次論戰：《紅樓夢》的地點問題
- 第三次論戰：《紅樓夢》中的女性是大腳還是小腳
- 第四次論戰：1954年的大討論[10]
- 第五次論戰：李希凡與何其芳的筆墨官司
- 第六次論戰：關于“（分瓜）瓟斝”和“點犀喬”
- 第七次論戰：曹雪芹卒年會戰
- 第八次論戰：吳世昌與伊藤漱平辯論“堂村序文”
- 第九次論戰：《廢藝齋集稿》的真偽
- 第十次論戰： 曹雪芹畫像問題
- 第十一次論戰：所謂曹雪芹軼詩
- 第十二次論戰：關于曹雪芹的著作權
- 第十三次論戰：紅學三十年的評價問題
- 第十四次論戰：什么是紅學
- 第十五次論戰：潘重規與徐復觀的筆戰
- 第十六次论战：赵冈与余时英讨论《红楼梦》的两个世界
- 第十七次论战：唐德刚与夏志清之间的红楼风波

### 十大公案
- 公案之一：宝黛孰优孰劣
- 公案之二：《红楼梦》后四十回的评价问题
- 公案之三：副冊.又副冊等二十四釵到底系何人
- 公案之四：《红楼梦》有没有反满思想
- 公案之五：第六十四、六十七回的真伪问题
- 公案之六：甲戌本《凡例》出自谁人之手
- 公案之七：《红楼梦》的版本系统
- 公案之八：曹雪芹的籍贯
- 公案之九：曹家的旗籍问题
- 公案之十：靖本“迷失”

### 四條不解之謎
- 賈元春判詞之謎
- 賈元春《恨无常》曲之謎
- 《紅樓夢》書名之謎
- 《紅樓夢》二十首絕句之謎

### 三個死結
- 死結一：脂硯齋為何人？
- 死結二：芹系誰子？[11]
- 死結三：續書作者何人？

## 红学专家
在1960年代，專業與業餘的紅學家，已有300多家。
大陆“红学”家二十八宿（张爱玲与杨宪益对调）：
- 王國維 引进西方思想理论评论红楼梦的第一人、《红楼梦评论》作者
- 蔡元培 旧红学（索隐派）代表、《石头记索隐》作者
- 胡适 新红学（红楼梦是曹氏的自叙传）创始人、《红楼梦考证》作者，胡適最後認為脂硯即曹雪芹本人。
- 俞平伯 与胡适共同开创新红学、《红楼梦研究》（《红楼梦辨》）作者
- 周汝昌 新红学的集大成者、《红楼梦新证》作者，認為脂硯是史湘雲。
- 白先勇：作家、红学家。著有《白先勇细说红楼梦》以及《正本清源说红楼》，認為80回後並非高鶚續書，蓋红樓無人可續。
- 吳世昌 考证派专家、《红楼梦探源》作者
- 吴恩裕 曹学专家、《有关曹雪芹十种》作者
- 王昆仑 较早的文学批评派红学家、《红楼梦人物论》作者
- 何其芳 中国社会科学院文学研究所所长、《论红楼梦》作者
- 李希凡 文艺评论家、大批判时代“小人物”红学家
- 冯其庸 曹学、红楼梦版本专家
- 蔡义江 红楼梦诗词研究专家
- 林冠夫 红楼梦版本专家
- 胡文彬 红学资料研究专家
- 刘世德 考证曹学家世红楼版本专家
- 吴新雷 考证曹学家世红楼版本专家
- 梁归智 探佚学创始人、《红楼梦探佚》（《石头记探佚》）作者
- 吕启祥 红学艺术评论家
- 邓云乡 《红楼风俗谈》《红楼识小录》作者
- 刘梦溪 《红楼梦与百年中国》、《陳寅恪與紅樓夢》作者
- 蒋和森 《红楼梦论稿》作者
- 孙逊 《红楼梦脂评初探》作者
- 端木蕻良 作家、《端木蕻良细说红楼梦》作者
- 张爱玲 作家、《红楼梦魇》作者
- 刘心武 作家、索隐派新秀、发明“秦学”
- 王蒙 作家、红楼梦评论家
- 刘再复 文艺理论家、“红楼四书”作者
- 周岭 1987版电视剧红楼梦八十回以后情节编剧
- 王關仕 《红楼梦新論》作者
- 劉燁 《細說红楼》作者
- 龔鵬程 《红楼夢夢》作者

港台“红学”家四大金刚：
- 李辰冬 香港学者、早期红学评论家
- 潘重规 香港索隐派红学研究者，認為賈寶玉為傳國玉璽，著有<紅樓夢新解>。
- 林以亮（宋淇）香港红学研究者、《红楼梦识要》作者
- 高陽 台湾歷史小說作家、別號<野翰林>，红学研究者

海外“红学”家十八罗汉：
- 赵冈 美国华人红学研究者
- 余英时 美国华人文史学者、《红楼梦的两个世界》作者
- 周策縱 美国华人红学家
- 唐德刚 美国华人歷史学家
- 浦安迪 美国白种人红学家
- 李福清 俄罗斯红学家
- 柳存仁 澳大利亚华人红学家
- 陈庆浩 法国华人红学家
- 松枝茂夫 日本红学家、红楼梦日文本翻译者
- 伊藤漱平 日本红学家、红楼梦日文本翻译者
- 李治华 法国华人学者、红楼梦法文本翻译者
- 休帕那克 苏联汉学家、红楼梦俄文本翻译者
- 弗朗茨库恩 德国学者、红楼梦德文本翻译者
- 崔溶澈 韩国学者、红楼梦朝鲜文本翻译者；此前有金龙济译本，崔本后来居上
- 武培煌 红楼梦越南文本翻译者（与阮元泽、阮育文、阮文煊共译）
- 克拉尔 红楼梦捷克斯洛伐克文本翻译者
- 霍克思 英国学者、红楼梦英文本翻译者
- 杨宪益 红楼梦英文本翻译者

## 红学刊物
- 红楼梦研究辑刊 共出15集
- 红楼梦学刊 1979年创刊，当年出了前两期，后每年出4期，2005年起，为双月刊。

## 红学书目
- 王國維《紅樓夢評論》（1904）
- 蔡元培《紅樓夢索隱》（1915）
- 胡適《紅樓夢考證》（1921）
- 王伯沆《王伯沆红楼梦批语汇录》（赵国璋、谈凤梁整理而成）
- 俞平伯《紅樓夢辨》（1923）《紅樓夢研究》（1952）《俞平伯論紅樓夢》（1988）
- 王昆仑《红楼梦人物论》（1982）
- 周汝昌《红楼梦新证》(1953)《红楼艺术》（1994）《〈红楼梦〉与中华文化》《红楼小讲》《红楼夺目红》《红楼梦的真故事》《石头记会真》
- 蔡义江《红楼梦诗词曲赋鉴赏》（2001）《红楼梦是怎样写成的》
- 舒芜《说梦录》
- 梁归智《红楼梦探佚》《红楼梦诗词韵语新赏》《独上红楼》《红楼探佚红》《红楼疑案》《禅在红楼第几层》《新评新校红楼梦》《红楼风雨梦中人：红学泰斗周汝昌传》
- 王蒙《红楼启示录》《王蒙說紅樓夢》（2003）
- 朱淡文 《红楼梦论源》
- 林冠夫 《红楼梦纵横谈》
- 孙玉明 《红学，1954》
- 劉夢溪《紅樓夢與百年中國》
- 趙岡、陳鍾毅《紅樓夢研究新編》（臺北：聯經出版，1975）
- 張愛玲《紅樓夢魘》（臺北：皇冠出版，1976）
- 薩孟武《紅樓夢與中國舊家庭》（臺北：東大圖書，1977）
- 余英時《紅樓夢的兩個世界》（臺北：聯經出版，1978）（上海社會科學出版社，2002）。
- 刘心武《红楼望月》《刘心武揭秘〈红楼梦〉》1-4部
- 吴克岐 《犬窝谭红》
- 吳世昌《紅樓夢探源外編》（上海：上海古籍出版社，1980）。
- 宋淇（林以亮）：《紅樓夢識要》（北京：中國書店，2000）。
- 余國藩著，李奭學譯：《紅樓夢、西游記及其他》（北京：三聯書店，2006）。
- 余國藩著，李奭學譯：《重讀石頭記：《紅樓夢》裡的情欲與虛構》（台北：城邦文化事業股份有限公司，2004）。
- 周策縱《紅樓夢案——周策縱論紅樓夢》（北京：文化藝術出版社，2005）。
- 黃一農《二重奏：紅學與清史的對話》（新竹：清華大學出版社，2014年）。

## 外部連結
- 红楼梦与百年中国: 文学史与红学研究
- 红楼大观(简体、繁体网站)，红楼梦全文检索，影印本，红楼梦论坛等
- 红楼梦人物关系图 （页面存档备份，存于）
- 色影红楼|红楼梦人物性格解读